# Емин Агаларов
Емин Агаларов (рус. Эмин Араз оглы Агаларов; 12. децембар 1979, Баку) је руски и азербејџански певач и предузетник. Потпредседник је компаније Crocus Group.

## Биографија
Рођен је 12. децембра 1979. у Бакуу.
Године 1983. са родитељима се преселио у Москву.
Од 1994. до 2001. живео је у САД. Радио је као продавац на одељењу електронских уређаја а касније је продавао обућу.

## Предузетништво
Потпредседник је компаније Crocus Group једне од највећих компанија за некретнине у Русији.
Шеф је комерцијалних пројеката:
- Трговински комплекс Крокус Сити Мол и концертна сала Крокус Сити Хол.
- Мрећа трговинских центара Vegas Архивирано на веб-сајту  (8. мај 2015).
- Ресторани Nobu, Zafferano, Shore House, Эдоко, Rose Bar, Forte Bello.
- Развој некретнина Sea Breeze Resort (Азербејџан, Нардаран.

## Музичка делатност
22. априла 2006. издао је свој први албум Still.
Следећа три албума Incredible, Obsession и Devotion су били пуштени у Русији 2007, 2008 и 2009. године. Албуми Wonder (2010) и After The Thunder (2012) су издавани и ван Русије.
Септембра 2011. године Емин је започео је сарадњу са европским музичким студијем «EMI Music Germany». Током овог периода издао је албуме Wonder и After The Thunder у сарадњи са продуценотм Брајаном Роулингом. Током прве недеље издања албум Wonder је у Великој Британији продат у 3.000 примерака. Сингл Obvious је ушао у категорију песма недеље на BBC станици «BBC Radio 2», «Magic FM» и «BBC Local Radio».
Током Евровизије 2012. године појавио се као специјални гост и наступи са песмом Never Enough.
Дана 28. маја 2012. албум After The Thunder је доживео интернационално издање у Русији Великој Британији, Ирској, Немачкој, Шведској, Аустрији, Финској, Данској, Шпанији, Пољској, Швајцарској, Норвешкој, Чешкој и Грчкој. Албум је направљен уз подршку продуцента Брајана Роулинга.
Дана 23. септембра 2012. био је гост на концерту Џенифер Лопез у Бакуу где је извео неколико композиција са свог албума After The Thunder као и песму Муслима Магомајева Плава вечност (рус. Синяя вечность).
Године 2013. Певао је на такмичењу Мис Универзума. Исте године Емин је издао свој први албум на руском језику под називом На крају (рус. На краю). У децембру следеће године представио је свој други албум на руском језику Отворено (рус. Начистоту). У јулу 2016. Емин је заједно са Сергејем Кожевњиковом и Григоријем Лепсом организовао музички фестивал Жара на ком су наступале многе познате личности.
У Еминовом споту In another life појавио се Доналд Трамп кога је Емин током целе кампање подржавао.

### Албуми
- Still (2006)
- Incredible (2007)
- Obsession (2008)
- Devotion (2009)
- Wonder (2010)
- After the Thunder (2012)
- На краю (2013)
- Amor (2014)
- Начистоту (2014)
- More Amor (2015)
- 8 в падении (2015)
- Love Is a Deadly Game (2016)

## Породица
- Отац - Араз Агалров, председник компаније Crocus group
- Мајка - Ирина Јосифовна Агаларова
- Млађа сестра - Шејла Агаларова
- Бивша жена - Алијева Лејла Иљхам, ћерка Абербејџанског председника Илхама Алијева. Развели су се 30. маја 2015.
- Деца - Али и Микаил